# Arcidiecéze pražská

Katedrála svatého Víta, Václava a Vojtěcha

Arcidiecéze pražská (latinsky Archidioecesis Pragensis) je římskokatolická arcidiecéze ve středních Čechách. Sídlem arcibiskupa je Praha, sídelním kostelem katedrála svatého Víta, Václava a Vojtěcha. Současným pražským arcibiskupem je Jan Graubner, byl 13. května 2022 jmenován, který se ujal slavnostních ceremonií v katedrále 2. července téhož roku. Do té doby plnil funkci administrátora arcidiecéze kardinál a bývalý arcibiskup Dominik Duka. Pomocnými biskupy jsou Václav Malý a Zdenek Wasserbauer, který je zároveň generálním vikářem pro kněžstvo a duchovní život. Emeritním pomocným biskupem je Karel Herbst a generálním vikářem pro správu a organizaci je Jan Balík. 
Pražská arcidiecéze je nejstarší existující diecézí v Českých zemích (založena roku 973, na arcidiecézi povýšena v roce 1344) a metropolitní arcidiecézí české církevní provincie. Arcibiskup pražský je zároveň metropolitou české církevní provincie s titulem primas český.
Arcidiecéze pražská je v současnosti (2025) šestým největším vlastníkem nemovitostí a zároveň pronajímatelem v České republice. Hospodaří také na 26 tisíci hektarech lesů.

## Historie

### Období christianizace
Křesťanská misie Čech a Moravy probíhala ze Salcburské církevní provincie. V Čechách působili misionáři z Řezna a na Moravě misionáři z Pasova. V roce 845 bylo v Řezně pokřtěno 14 velmožů (duces) z Čech, ti však křesťanství záhy opustili. V roce 863 přišli na Moravu svatí Cyril a Metoděj, kteří přeložili Bibli a další texty do slovanského jazyka a používali je v liturgii. Kolem roku 883 přijali vévoda Bořivoj I. s manželkou Ludmilou křest a přivedli s sebou do Čech slovanské kněze. V Praze přitom již kolem roku 895 existoval latinský arcipresbyterát s duchovními z Řezna.

### Diecéze (973–1344)

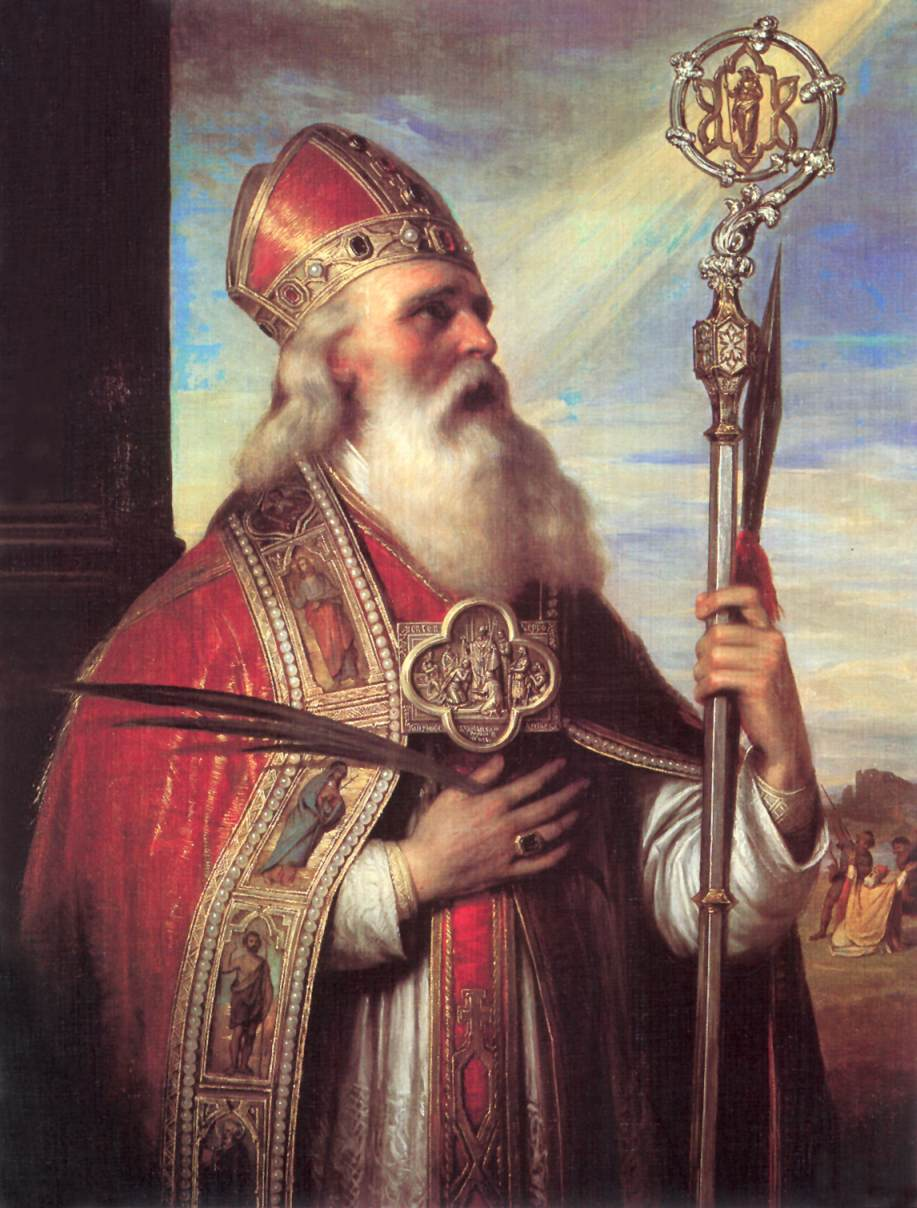
Sv. Vojtěch, portrét Mihálya Kovácse (1818–1892)

Pražská diecéze podřízená mohučskému arcibiskupství vznikla v roce 973 vyjmutím Čech z pravomoci biskupství řezenského. Prvním pražským biskupem byl Dětmar, druhým pak sv. Vojtěch.
Dlouho byl pražský biskup dosazován hlavně z vůle českého panovníka a býval především reprezentativním členem knížecího dvora. Rozhodující roli v této době hrají osobní schopnosti a vazby, řada biskupů se angažuje ve vysoké politice, v záležitostech knížectví i mimo jeho hranice (např. boj o investituru). Omezený je naopak jejich vliv na správu české církve, která je soustředěna kolem kostelů, kaplí a klášterů podřízených svým světským zakladatelům.
V 11. století byl politicky velmi angažovaný biskup Šebíř, za kterého byla v roce 1063 oddělena (obnovena) moravská diecéze. Spory jeho nástupce, ambiciózního Jaromíra se svým bratrem, knížetem Vratislavem II., vedly k dalšímu omezení biskupské moci zřízením kapituly na Vyšehradě, kam kníže tehdy přesídlil.
Ve 12. století se postavení olomouckého biskupství potvrzuje a posiluje, zejména za Jindřicha Zdíka. Jeho synovec Daniel byl biskupem v Praze a diplomat v okruhu Vladislava II. a císaře Fridricha Barbarossy. Biskup Jindřich Břetislav, Přemyslovec, od císaře později získal dočasnou samostatnost a statut říšského knížectví pro pražské biskupství a nakonec se stal „knížetem-biskupem“, když obsadil na úkor Přemysla Otakara I. český knížecí stolec.
Ve 12. století byla pražská diecéze se svou rozlohou 52 000 km2 územně největší diecézí z tehdejších 42 diecézí Svaté říše římské. Za ní následovala arcidiecéze salcburská (40 000 km2) a diecéze kostnická (36 000 km2).
Převratné 13. století přináší proměnu i pro biskupský úřad, který se mění z prestižní dvorské funkce na skutečnou hlavu české církve relativně nezávislé na světské moci. Reformní a emancipační úsilí církve, vrcholící na čtvrtém lateránském koncilu v roce 1215, v Čechách prosazoval pražský biskup Ondřej. Za podpory papeže získal v roce 1221 privilegium pro pražské biskupství a o rok později zásadní konkordát, který zajišťoval právo kanonické volby a právní a hospodářskou imunitu. Vnějším projevem emancipace pražského biskupa je postupný přesun sídla z paláce na Pražském hradě do nově budovaných hradů, biskupského dvora při Juditině mostě a do Roudnice. Přeměnu biskupství ve feudální a pozemkové panství ilustruje biskup Tobiáš z Bechyně, zástupce české šlechty proti Otovi Braniborskému.
Období 14. století před zřízením arcibiskupství v zásadě vyplňuje episkopát Jana IV. z Dražic. Významný byl zejména jeho spor s žebravými řády, které ve městech konkurovaly rozrůstající se síti farností a odčerpávaly jí příjmy. Se sporem souvisí i jedenáctiletý pobyt biskupa, obžalovaného za údajnou ochranu kacířů, v papežském Avignonu, přibližně v době nepřítomnosti krále Jana Lucemburského v Čechách za panské vlády. Tehdy církevní správa diecéze i šlechtici ještě odčerpávání příjmů trpěli. Po svém návratu do Čech v době, kdy zde již spoluvládl Karel IV., se však Dražický opět aktivně věnoval biskupské činnosti, přestavěl oba biskupské hrady a v „biskupské“ Roudnici postavil kamenný most a klášter. Prakticky prosazené právní postavení a finanční zabezpečení zajistilo diecézi potřebnou nezávislost, zároveň se ovšem rozvoj výnosných obročí stal předmětem obchodování a jedním z podnětů budoucí společenské krize.
Kolem přelomu 13. a 14. století byla diecéze v souvislosti s vytvářením farní sítě rozdělena na děkanáty. V pražském arcijáhenství bylo děkanátů deset (děkanát města Prahy, benešovský, říčanský, ořešský, podbrdský, rakovnický, slánský, řípský, chlumínský a brandýský), v kouřimském šest (kouřimský, kolínský, brodský, řečický, čáslavský a štěpánovský), v bechyňském sedm (bechyňský, vltavský, chýnovský, doudlebský, volyňský, bozenský a prácheňský), v žateckém pět (žatecký, žlutický, tepelský, kadaňský a loketský), v litoměřickém tři (litoměřický, třebenský a lipský), v bílinském dva (bílinský a ústecký), v boleslavském osm (boleslavský, žitavský, jablonský, mělnický, turnovský, hradištský, kamenecký a havraňský), v plzeňském čtyři (plzeňský, rokycanský, klatovský a horšovský) a v hradeckém dvanáct (hradecký, jičínský, bydžovský, kladský, dobrušský, dvorský, kostelecký, broumovský, chrudimský, mýtský, poličský a lanškrounský).

### Počátky arcidiecéze a sedisvakance (1344–1561)
Péčí Karla IV. byla pražská diecéze 30. dubna 1344 jeho vychovatelem, papežem Klementem VI., povýšena na arcidiecézi. Podřízena jí byla jak diecéze olomoucká, tak i nově zřízená diecéze litomyšlská. Prvním arcibiskupem se stal Arnošt z Pardubic, který spolupracoval na založení pražské university, jejíž formální hlavou (kancléřem) byli pražští arcibiskupové. Blízkým spolupracovníkem Karla IV. byl i druhý arcibiskup, Jan Očko z Vlašimi. Úzká spolupráce a vzájemná opora českého panovníka a pražského arcibiskupa vzala za své během rozepří Václava IV. a Jana z Jenštejna, které vyvrcholily zabitím arcibiskupova generálního vikáře Johánka z Pomuku. Komplikované vztahy měl král i s Husovým odpůrcem Zbyňkem Zajícem z Hazmburka.
Situace se dále zkomplikovala s příchodem husitství, zejména když se pražský arcibiskup Konrád z Vechty roku 1421 přihlásil k husitským artikulům. Zatímco pro papeži věrné katolíky byl arcibiskup v klatbě, skutečnými duchovními vůdci husitských stran byli kněží Prokop Holý, Prokůpek a umírněnější Jan Rokycana. Husitská strana si roku 1435 zvolila za arcibiskupa právě Jana Rokycanu, který jím byl až do své smrti roku 1471 na sklonku vlády Jiřího z Poděbrad. Českou katolickou církev, opírající se zejména o plzeňský landfrýd, spravoval administrátor, kterým byl za panování Jiříka z Poděbrad od roku 1461 Hilarius Litoměřický. V letech 1525–1545 funkci administrátora vykonával Arnošt ze Šlejnic.
V Čechách po husitský válkách byla strana katolická a utrakvistická, která se však na základě (Piem II. zpochybněných) Basilejských kompaktát považovala za součást katolické církve a uznávala apoštolskou posloupnost. Samostatně zde ještě působila málo uznávaná církev Jednoty bratrské. Teprve za Ferdinanda I. Habsburského došlo jednak k přiblížení českých utrakvistů k stoupencům evropské reformace, jednak k posílení postavení katolíků a obnovení katolického arcibiskupského úřadu.

### Obnova a počátek rekatolizace (1561–1648)

#### Antonín Brus zMohelnice
Nástup Ferdinanda I. vedl postupně ke zlepšení katolické církve v Čechách. V roce 1561 jmenoval Ferdinand I. pražským arcibiskupem Antonína Bruse z Mohelnice (1561–1580).
| „                              | Téhož léta 23. dne měsíce prosince arcibiskupství pražské z vůle císaře Ferdinanda a s dovolením nejvyššího biskupa vyhlášením za arcibiskupa pražského vší poctivosti hodného pána, pana Antonína z Muglic, vídeňského biskupa a na koncilium tridentském legáta císařského, jest obnoveno. Stalo se v soudné světnici na Hradě pražském v přítomnosti Jeho Milosti císařské Ferdinanda jakožto krále českého a stavův téhož království. Kdež i administrátorové a konsistoř pražská, též i preláti kostela Hradu pražského obesláni byli. A tu vyhlášen jest předepsaný pán, pan Antonín, rodem z Mohelnice v markrabství moravském, za arcibiskupa pražského etc. | “ |
| — Marek Bydžovský z Florentina | |   |

Byl to vynikající kandidát pro poměry vládnoucí v Čechách. Byl smířlivý a nedráždil zbytečně utrakvisty a vyjednal pro ně na tridentském koncilu přijímání pod obojí, které sám klidně podával. Jeho naděje na návrat utrakvistů do lůna katolické církve se ale nenaplnily, většina z nich se čím dál více klonila k protestantismu Martina Luthera.
Velkou výhodou nového arcibiskupa bylo jeho hmotné zabezpečení – byl velmistrem poměrně bohatých křižovníků s červenou hvězdou a použil majetek řádu ke konsolidaci finančních poměrů zbídačené arcidiecéze. Přesto trpěl nedostatkem finančních prostředků, kvůli kterému například nemohl založit diecézní seminář. Spojení postu pražského arcibiskupa a velmistra řádu se ukázalo být natolik výhodným, že s jedinou malou přestávkou přetrvalo 120 let. Řádu dodalo prestiž a arcibiskupství peníze.

#### Martin Medek zMohelnice
Další osobou, která spojila úřady arcibiskupa pražského a velmistra Křižovníků s  červenou hvězdou, byl Martin Medek z Mohelnice (1581–1590). Stejně jako za jeho předchůdce byl řád hlavním sponzorem husitskými válkami ožebračeného arcibiskupství a tento model se osvědčil natolik, že Medkovi nástupci spojili oba úřady formální personální unií, která definitivně zanikla až v roce 1694. I přes snahu arcibiskupa a jeho spolupracovníků, jako byl například Jiří Bertold Pontán z Breitenberku (později pomocný biskup pražský), zůstával stav arcidiecéze daleko za ideálem, např. arcidiecézní kněží, kterých byl zřetelný nedostatek, se museli vzdělávat v ústavech řádu.
Martin Medek pokračoval v práci svého předchůdce Antonína Bruse. Za pomoci císaře Rudolfa II. prosadil v Čechách přijetí gregoriánského kalendáře (změna byla provedena v  roce 1584) a v roce 1588 nechal přenést ostatky svatého Prokopa ze Sázavy do kolegiátního kostela Všech svatých na Pražském hradě.

#### Zbyněk Berka zDubé a Lipé

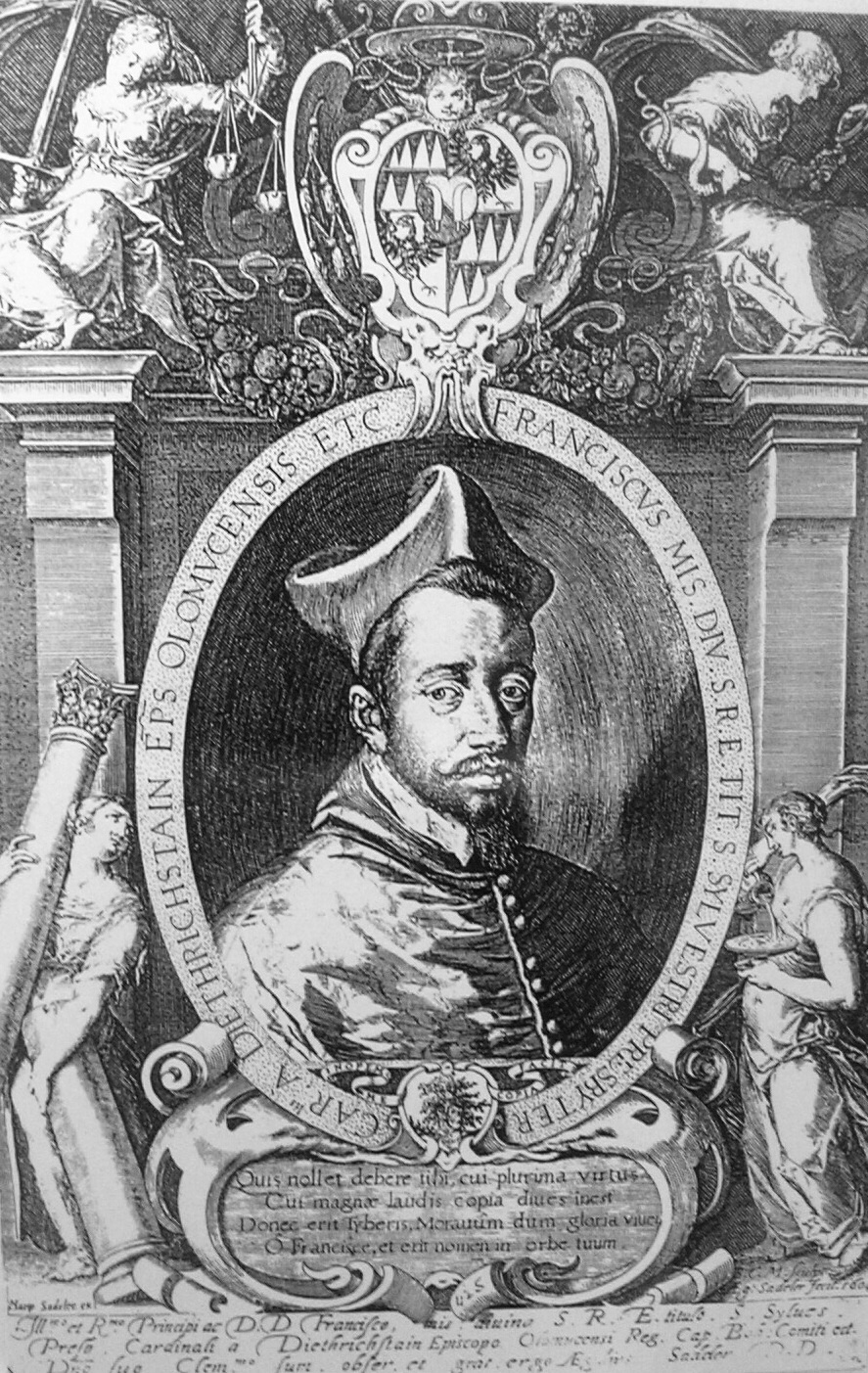
Od počátku 17. století postupně zastiňoval pražské arcibiskupy svým vlivem olomoucký biskup kardinál Ditrichštejn, zejména pak za nemohoucího Karla z Lamberka.

Nástupcem Martina Medka se stal Zbyněk Berka z Dubé a Lipé (1592–1606), taktéž křižovník, který svolal do Prahy synodu, která měla projednat praktické otázky spojené s dekrety Tridentského koncilu a jejich zavedením do praxe, k němuž konečně přistoupil. Synody se pravděpodobně účastnil i olomoucký biskup kardinál Ditrichštejn. V jím nastoupeném směru se snažil postupovat i jeho nástupce Karel z Lamberka (1607–1612), který nebyl příliš úspěšný a pro nemoc arcidiecézi řídil spíše teoreticky. Úlohu hlavy katolické církve za něj často plnil kardinál Ditrichštejn, který místo něj provedl dokonce i korunovaci Matyáše českým králem, arcidiecézi zase řídil jeho pomocný biskup a později i biskup koadjutor s právem nástupnictví, premonstrát Jan Lohelius (1612–1622).
Lohelius byl jednak přísný asketa a muž svaté pověsti, jednak nesmlouvavý nepřítel reformace. Jako arcibiskup pracoval na postupném potlačování protestantismu a utrakvismu, v roce 1617 nechal zbořit kostel v Hrobě. Po propuknutí Českého stavovského povstání byl vypovězen z Čech, do Prahy se vrátil až po bitvě na Bílé hoře. V roce 1622 zakázal na území Českomoravské provincie podávat přijímání podobojí.

#### Arnošt Vojtěch zHarrachu
V osobě hraběte Arnošta Vojtěcha z Harrachu (1623–1667) stanula v čele arcibiskupství a křižovníků osobnost, která měla schopnosti, čas, prostředky a podmínky k realizaci zamýšlených reforem.
Harracha zastihlo zvolení v Římě (9. listopadu 1622), zde papež Řehoř XV. potvrdil jeho zvolení (6. ledna 1623) a jeho nástupce Urban VIII. jej nejprve vysvětil na biskupa (1624) a poté i jmenoval kardinálem. V jeho osobě byla obnovena politická vážnost arcibiskupského úřadu, která za jeho předchůdců vybledla ve prospěch olomouckého biskupa kardinála Ditrichštejna. Harrach se stejně jako on stal významným rádcem Habsburků, nicméně jeho politický vliv se naplno projevil až po Ditrichštejnově smrti. Jednou z Harrachových reforem bylo zrušení děkanátů v pražské arcidiecézi kolem roku 1631 a jejich nahrazení vikariáty, odvozené do značné míry z rozdělení území na kraje.

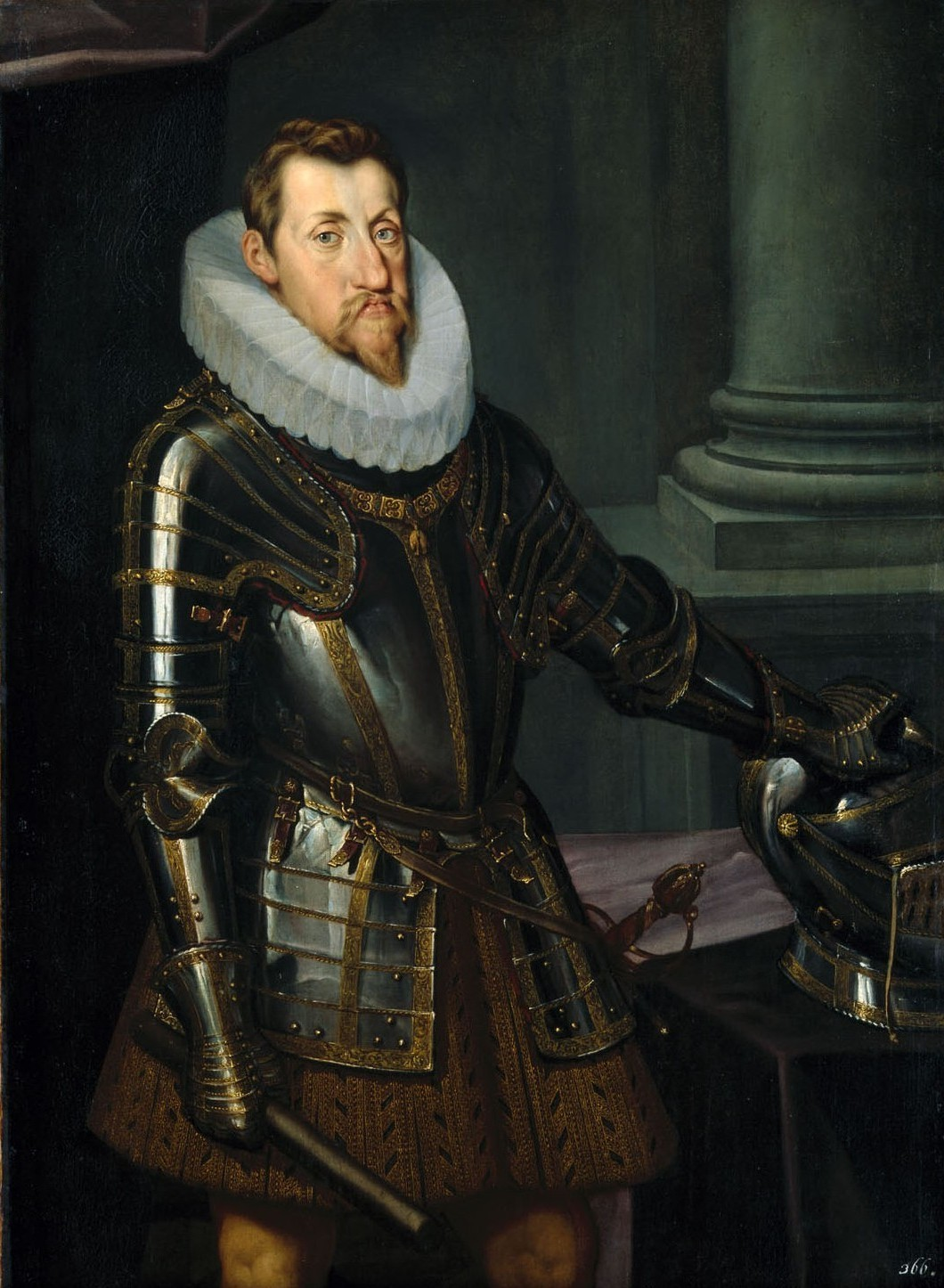
Ferdinand II. byl tvrdý absolutistický panovník a stoupenec katolické církve. Od násilné rekatolizace Českých zemí, v níž měl podporu papežských vyslanců, ho nedokázali odradit ani kardinálové Harrach a Ditrichštejn.

Po porážce Českého stavovského povstání vedl rekatolizaci v Čechách. Jako císařský rádce prováděl spolu s Ditrichštejnem provedl závěrečné redakce Obnoveného zřízení zemského. Stejně jako kardinál Ditrichštejn nesouhlasil s násilnou rekatolizaci a vyhánění nekatolíků z Čech a pro svůj postoj nalézal podporu místodržícího knížete Lichtenštejna, ovšem Ferdinand II. i Ferdinand III. vyžadovali tvrdý postup a téhož názoru byli i císařští rádci a papežští nunciové a Harrachovy možnosti zmírňovat císařská nařízení byly velice omezené. Situaci navíc značně komplikovala v první polovině jeho úřadu třicetiletá válka a pohyb vojsk po Čechách.
Kardinál z Harrachu se snažil přeuspořádat církevní správu ve své arcidiecézi. Chtěl obyvatele přivést zpět ke katolické víře nenásilnými prostředky, což ovšem vyžadovalo kvalitně vzdělané kněze, kteří budou zároveň schopnými kazateli. Proto jednak maximálně podporoval činnost jezuitů a v roce 1635 například založil Svatováclavský seminář. Na druhé straně s jezuity vedl i vleklé spory, neboť ti si přisvojovali i privilegia, která považoval za svá. Nárokovali si kupříkladu vrchní správu nad pražskou univerzitou. Spor se vedl také o přednostní výběr adeptů na kněžství, což zřízení arcibiskupského semináře velice omezilo. Jezuité jej kvůli tomu účelově očerňovali a obviňovali jej z jansenismu. Zároveň se se vší autoritou svého úřadu stavěl proti násilí na nekatolících ve své diecézi. Jeho kněží i jezuité dosahovali při rekatolizaci poměrně velkých úspěchů, ty však často byly pouze povrchní, takže v době vpádu švédských vojsk do Čech se řada obrácených znovu vrátila k protestantskému vyznání.

### Po třicetileté válce (1648–1767)
S koncem třicetileté války a uzavřením vestfálského míru zahájil arcibiskup znovu nenásilné rekatolizační úsilí a reorganizaci arcidiecéze, ovšem zároveň rostl vliv těch, kteří požadovali tvrdý postup. V roce 1649 byly vydány přísné protireformační dekrety, které měl u císaře prosadit pražský generální vikář a pomocný biskup Jan Caramuel z Lobkovic. Kardinál za pomoci jezuitů dosáhl posléze jejich zmírnění, nicméně k obracení obyvatel pouhými kázáními se už praxe nevrátila a obyvatelé byli k přestupu nuceni i ekonomickým tlakem a vyháněním. Reorganizaci diecéze zakončil kardinál tím, že prosadil vznik dvou nových biskupství. Z území pražské arcidiecéze tak byly vyděleny diecéze litoměřická (1655) a diecéze královéhradecká (1664).

#### Ferdinand Sobek zBílenberka
Po smrti kardinála z Harrachu byl jeho nástupcem zvolen hrabě Jan Vilém Libštejnský z Kolovrat (1667–1668), který však zemřel dříve, než stihl diecézi reálně převzít. Převzal ji až další nástupce, benediktin Matouš Ferdinand Sobek z Bílenberka (1669–1675), který pokračoval v konsolidaci hospodaření a správy arcidiecéze. Došlo k reformě liturgie, opravě katedrály, založení Dědictví svatováclavského a znovuzískání příbramského arcibiskupského zámku Ernestina. Díky šlechtickým dárcům byly založeny františkánský klášter v Hájku u Hostivic (dnes součást obce Červený Újezd a karmelitánský klášter v Havlíčkově Brodě. Arcibiskup se snažil o založení plzeňského biskupství, ale pro odpor místních samospráv (které se obávaly omezení svých pravomocí) se je nepodařilo prosadit.

#### Jan Bedřich zValdštejna

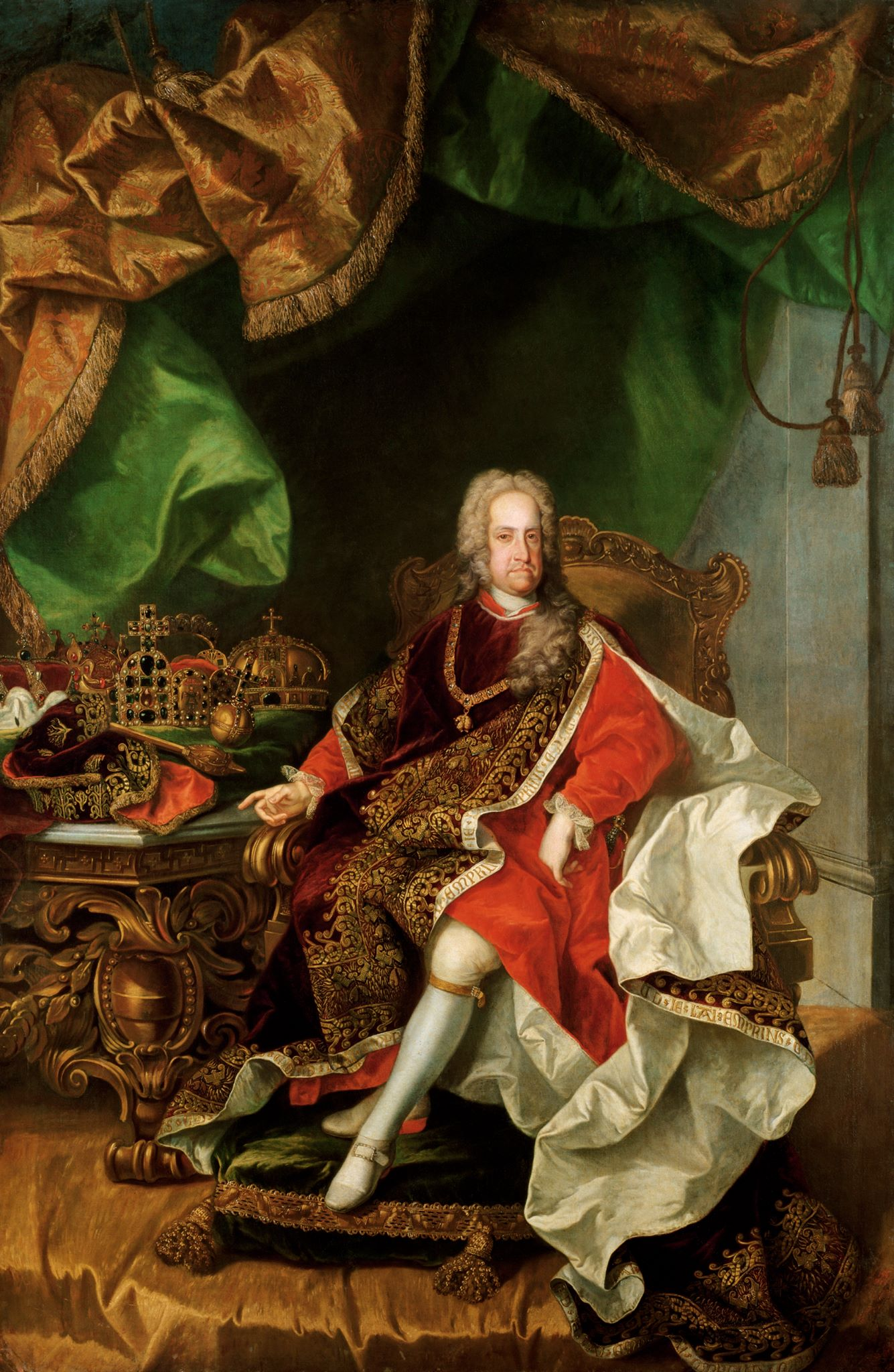
Císař Karel VI. v podstatě zahájil přebudovávání katolické církve ve své říši v služku státu, kterýžto systém dovedl později k dokonalosti Josef II. V mnoha ohledech setrval prakticky až do roku 1918 a církvi způsobil mnoho škody.

Další arcibiskupem pražským se stal jedenatřicetiletý hrabě Jan Bedřich z Valdštejna (1675–1694). Byl to skromný asketa, který se vyhýbal přepychu a akcím společenské smetánky, což mu přineslo oblibu mezi chudým lidem. Zreorganizoval farní správu, nechal stavět nové kostely, zakládal nové farnosti a kláštery. V roce 1677 vyšla nová česká bible, připravovaná již jeho předchůdcem. Velmi dbal o charitativní činnost a zaměřil se též na dosud spíše zanedbávanou oblast péče o zestárlé kněze, kterou dal na starost svému světícímu biskupovi Janu Ignáci Dlouhoveskému. Druhým světícím biskupem byl Tomáš Pešina z Čechorodu.
Během jeho úřadu prudce vzrostlo napětí mezi církví a státem. Stát zabavoval papežský desátek na vedení války proti Turkům a v roce 1684 začal dlouhý střet arcibiskupa se Zemským sněmem, který začal požadovat zdanění duchovních. Zuřivý odpor arcibiskupa vůči tomuto požadavku skončil tím, že mu bylo v roce 1693 odebráno volební právo na sněmu. Stát v této době též začal omezovat pravomoci církevních soudů.
Arcibiskup Jan Bedřich z Valdštejna zemřel jako jedna z asi sto tisíc obětí morové epidemie, která zasáhla české země na konci 17. století. V jeho osobě zemřel poslední pražský arcibiskup-velmistr křižovníků s červenou hvězdou.
Nástupcem se stal hrabě Jan Josef Breuner (1695–1710). Ten si za generálního vikáře vybral Daniela Josefa Mayera z Mayernu, který svůj úřad podržel i za dalšího arcibiskupa a nakonec se sám stal arcibiskupem.

#### František Ferdinand Khünburg
Lublinský biskup František Ferdinand Khünburg (1710–1731) byl za arcibiskupa vybrán v roce 1710, nicméně jiné povinnosti a morová epidemie mu umožnily převzít úřad až v roce 1714. Měl velmi dobré vztahy s vídeňským dvorem, což mu umožnilo mimo jiné zmírnit protireformační politiku a napětí ve vztahu státu s církví. Zakládal nové farnosti, podporoval vznik nových klášterů a nechal vydat tzv. Pražský katechismus (1722), aby standardizoval a posílil náboženskou výuku. Prosadil též svatořečení Jana Nepomuckého (1729) a Jana Rudolfa Šporka, svého spolupracovníka pověřeného tímto úkolem, prosadil na post pražského světícího biskupa. V souvislosti se svatořečením se mu podařilo obnovit i starobosleslavskou kapitulu, výrazně mu v tom pomohl budoucí kardinál Michal Bedřich z Althanu.
I přes arcibiskupovy politické konexe se na sklonku svého úřadu začal vztah státu a církve zhoršovat. Začala se projevovat cílená laicizace církevní správy a vídeňský dvůr začal stále více dávat najevo, že církev je zde jako služebník dvora a trůnu, který se musí podřídit především přáním a cílům monarchie. Císař Karel VI. se rozhodl obnovit tvrdé postupy proti nekatolíkům, neboť tito podporovali Habsburkům nepřátelské saské panovníky,[zdroj?] což hodnotil jako velezradu. Stárnoucí a již nepříliš zdravý arcibiskup se pokusil císaři vzepřít (1725), ale byl obviněn z liknavosti a přinucen se podřídit.

#### Daniel Josef Mayer zMayernu

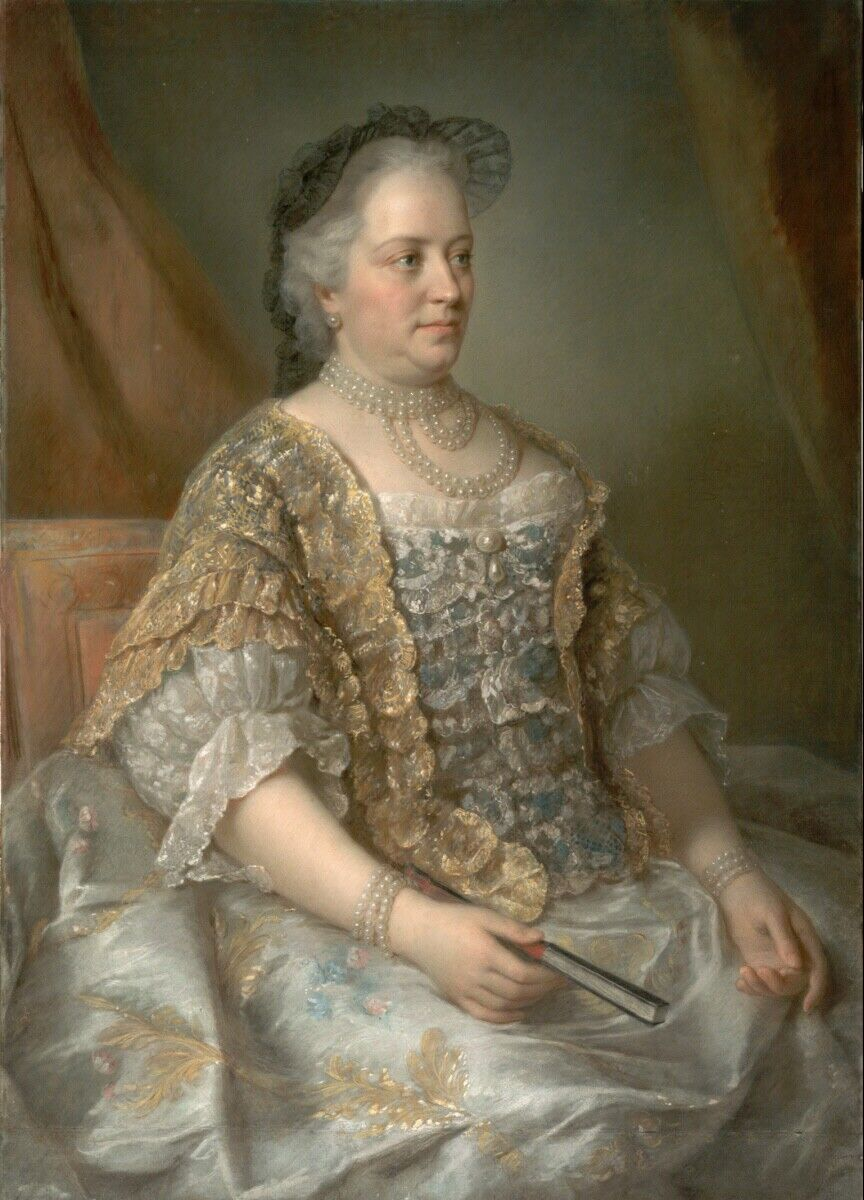
Marie Terezie, podporovaná svým synem, budoucím císařem Josefem II., pokračovala v přeměně církve na nástroj státní moci, proti čemuž arcibiskup marně bojoval

Nástupcem Khünburga se stal generální vikář a od roku 1711 světící biskup pražský, Daniel Josef Mayer z Mayernu (1732–1733), podle Polce jedna z nejkrásnějších postav na pražském stolci. Šlo o vynikajícího teologa, kazatele, misionáře a diplomata, který měl přes svůj prostý původ vynikající styky s vídeňským dvorem a i řadou světských úřadů. Na arcibiskupský stolec však usedal již dosti starý, většinu svého díla v diecézi provedl ještě jako světící biskup pod svým předchůdcem, nebo jako provizorní správce diecéze po jeho smrti. Nechal vybudovat několik nových kostelů, potvrdil poustevnickou organizaci ivanitů a soustředil se na zajištění dokonalé výuky náboženství na školách a zajištění vzorného života kněží. Zemřel necelý rok po uvedení do úřadu. Jeho nástupcem císař jmenoval litoměřického biskupa Jana Adama Vratislava z Mitrovic, ten však zemřel dříve, než mohl papež jeho rozhodnutí potvrdit.

#### Jan Mořic Gustav zManderscheid-Blankenheimu
Novým pražským arcibiskupem se stal Jan Mořic Gustav z Manderscheid-Blankenheimu (1733–1763), dosavadní biskup Vídeňského Nového Města. Během svého třicetiletého pobytu v úřadu rozvinul rozsáhlý a komplexní pastorační program, jehož součástí byl nekompromisní boj proti pověrám, čachrování s různými „svatými ostatky“ a „posvátnými předměty“ a tisku neschválených či pověrečných modliteb. I přes nepříznivou dobu a přístup světské vrchnosti se mu podařilo rozmnožit počet klášterů v zemi.
Jeho působení bylo poznamenáno rostoucím vměšováním státu do církevních věcí, omezoval různé tradiční podoby oslav, sbírky almužen pro žebravé řády, zveřejňování papežských bul a výnosů (směly být zveřejňovány jen se svolením úřadů), určoval církevní svátky a způsob jejich slavení. Začal též zneužívat kazatelny k vyhlašování s církvemi naprosto nesouvisejících věcí, takže se kněží o nedělních bohoslužbách stali oznamovateli nových předpisů o pašování tabáku, pytláctví či odvodů do vojska.
Arcibiskup toto zasahování státu nelibě nesl a byl si vědom toho, že některé z jeho kroků mají devastující vliv na prestiž a oblibu kněžského stavu a církve obecně. Rostoucí snaha Marie Terezie a jejího syna, budoucího Josefa II., o totální podrobení si církve a její přeměnu na nástroj státu vedl k těžkým rozepřím mezi panovnicí a arcibiskupem, který ve válkách o rakouské dědictví, které se několikrát převalily přes jeho arcidiecézi, nepokrytě fandil jejím německým odpůrcům. Výsledek byl, že arcibiskup byl panovnicí vykázán mimo Prahu a korunovaci Marie Terezie provedl v roce 1743 olomoucký biskup Jakub Arnošt z Lichtenštejna-Kastelkornu, který se stal též jejím hlavním „církevním poradcem“.

### Po nástupu reforem Josefa II. (1767–1918)

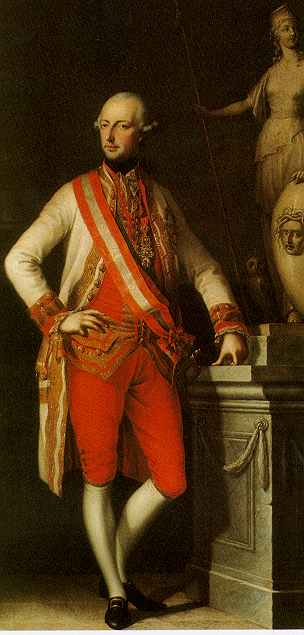
Císař Josef II.

Osvícenské reformy přinesly také změnu církevního uspořádání v českých zemích. V roce 1777 byla od české církevní provincie oddělena moravská pod správou povýšené arcidiecéze olomoucké a nově zřízené diecéze brněnské. Za Josefa II. v roce 1785 byla z území pražské arcidiecéze vydělena nová diecéze českobudějovická, která doplnila česká diecézní centra v Litoměřicích a Hradci Králové.

#### Antonín Petr Příchovský zPříchovic
Dalším pražským arcibiskupem se stal dřívější světící biskup pražský a dosavadní biskup královéhradecký Antonín Petr Příchovský z Příchovic (1767–1793). V době jeho nástupu ještě vládla Marie Terezie, nicméně její syn, pozdější císař Josef II., již získal silný vliv. Josef byl rozhodnut přetvořit církev podle svého.
Josefínské reformy zcela změnily organizaci církve a její uspořádání. Měly určité pozitivní aspekty: výrazné posílení farní správy a vytvoření poměrně stabilního a spolehlivého vzorce zajištění a financování církve, v jiných ohledech byly však pro církev pohromou. Drastickým způsobem postihly řeholní život (císař mu nepřál, neboť dle něj připravoval stát o podstatnou část obyvatelstva i nemalé ekonomické zdroje). V českých zemích byla zrušena polovina klášterů a ty, které přežily, musely prokázat „užitečnou činnost“. Zcela tak zmizely rozjímavé řády – některé z nich se už do českých zemí nikdy nevrátily. Mezi zrušenými kláštery byl i klášter na Františku. Majetky zrušených řádů, stejně jako řady kostelů a poutních míst byly zabaveny a částečně použity na zajištění církve a farní správy, částečně pro potřeby státu.
Císař se rozhodl zcela si církev podrobit. Využíval svého práva jmenovat biskupy a další církevní hodnostáře, aby dosadil na patřičné posty stoupence osvícenství a febronianismu, kteří mu byli oddáni více než církvi. Také zřídil generální seminář, kde měli být vychováváni všichni kněží podle císařské vůle (arcibiskup neměl na provoz semináře žádný vliv, mohl jen jeho absolventy připravit na kněžské svěcení). Císař též drasticky omezil křesťanské spolky, poustevníky a další s církví spojené „zbytečnosti“. Aby ještě více omezil pražského arcibiskupa a zefektivnil církevní správu, prosadil zřízení českobudějovické diecéze (1785) a reorganizaci hranic ostatních diecézí tak, že arcidiecéze ve výsledku ztratila asi třetinu své rozlohy.
Po smrti Josefa II. se podařilo některé věci změnit (zejména seminář se vrátil do rukou diecéze), nicméně změny církevní správy zůstaly víceméně zachovány a mnohé další prvky reforem také. Příchovský na závěr svého života obnovil své politické konexe (těžce narušené jeho dřívější snahou vzdorovat císařským reformám) a postupně korunoval v Praze Leopolda II., jeho manželku Marii Luisu i Františka I.

### Vobdobí totalit (1938–1989)
Bulou Episcoporum Poloniae coetus papeže Pavla VI. ze dne 28. června 1972, kterou byla reorganizována církevní správa na území Polska, bylo z území arcidiecéze vyňato území Kladska a včleněno do vratislavské arcidiecéze. 

## Po roce 1989

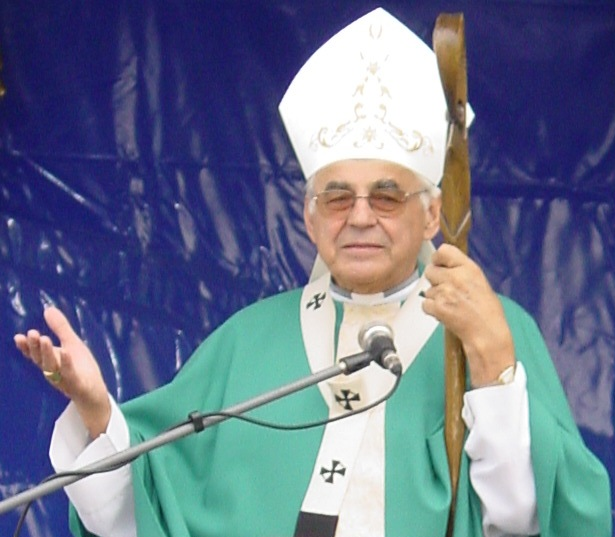
Miloslav Vlk, arcibiskup pražský (1991–2010)

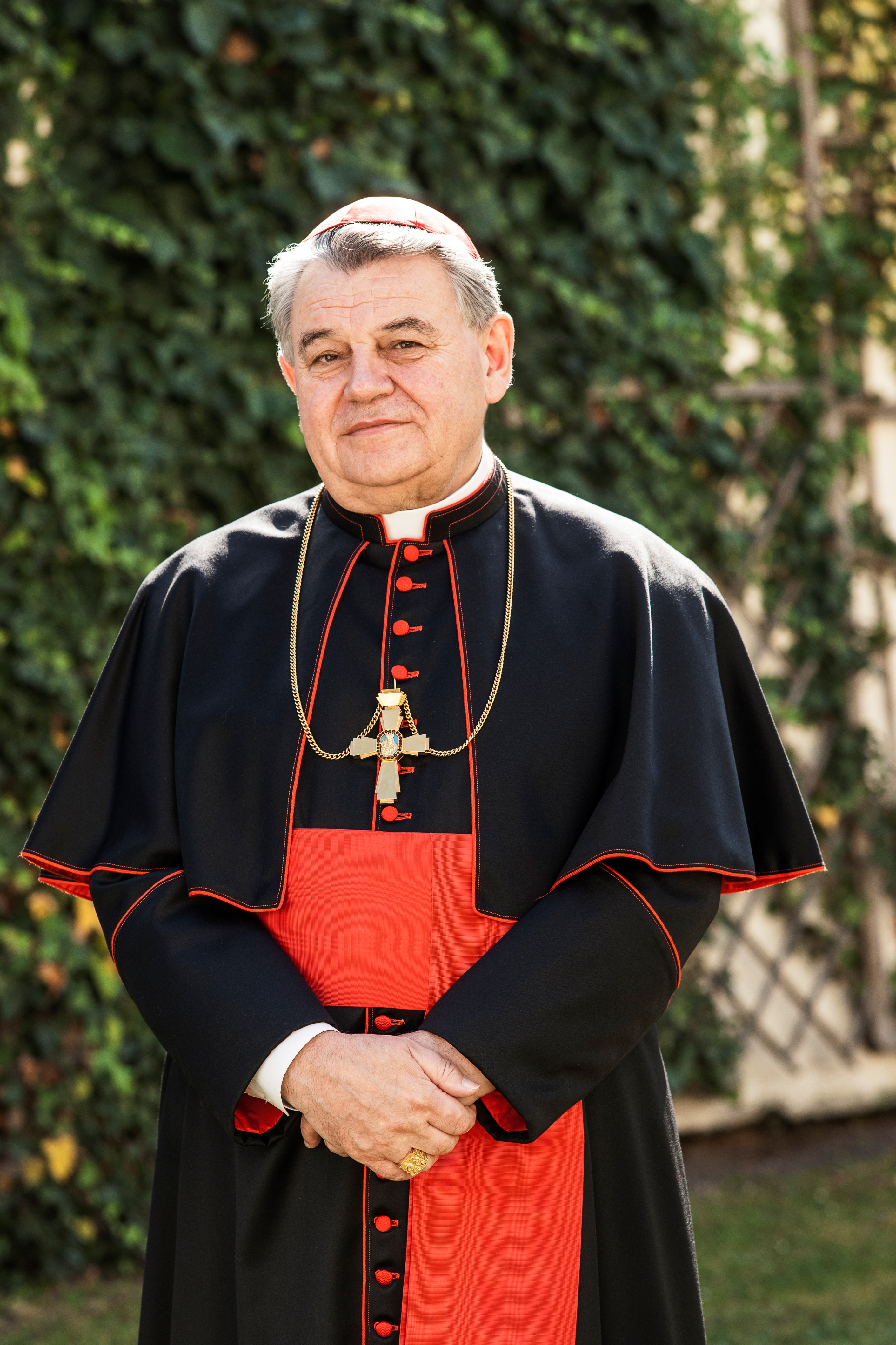
Dominik Duka, arcibiskup pražský (2010–2022)

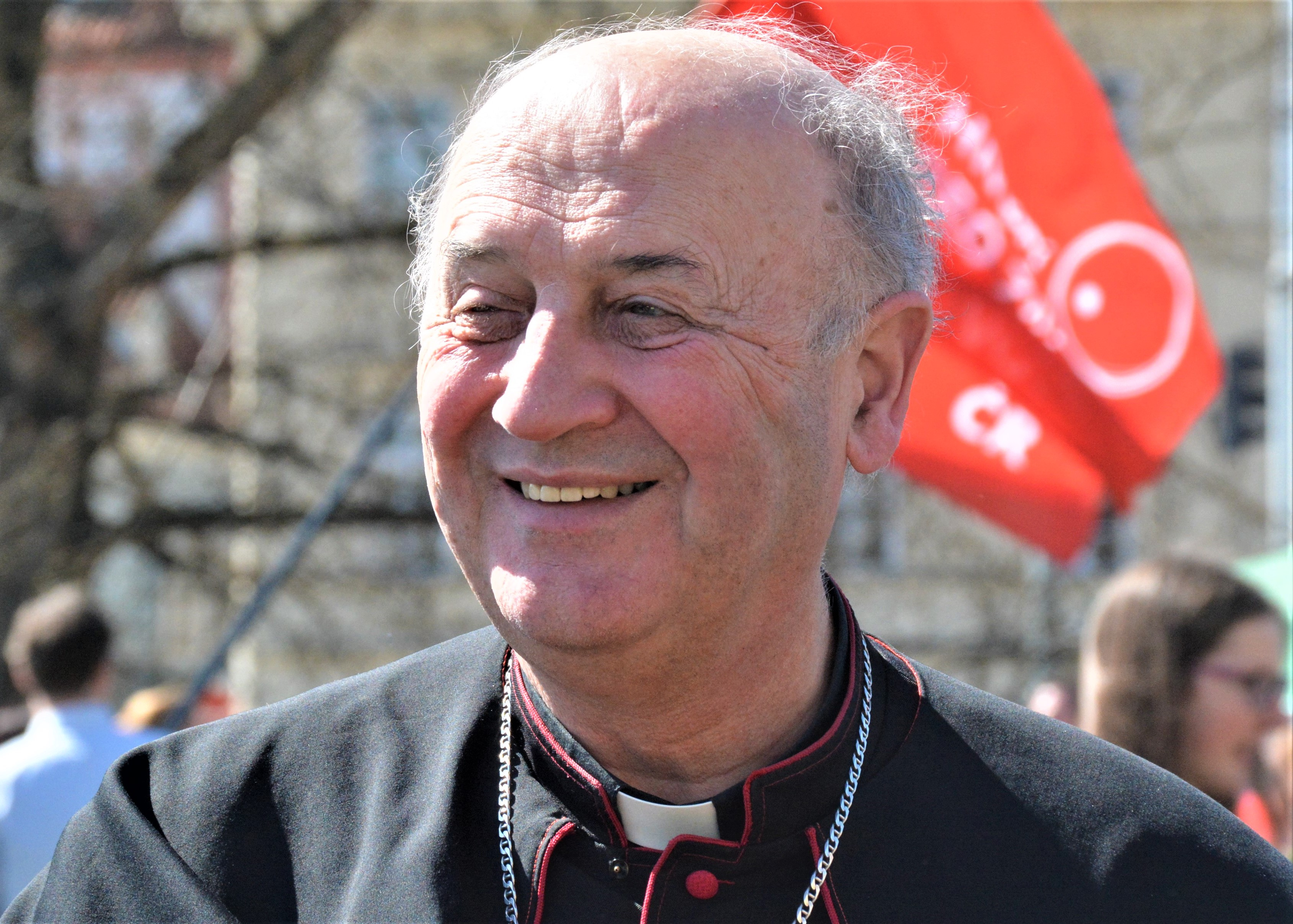
Jan Graubner, arcibiskup pražský od roku 2022

Po rezignaci kardinála Tomáška byl 27. března 1991 pražským arcibiskupem jmenován českobudějovický biskup Miloslav Vlk (1932–2017). Ten se pustil do obnovy komunistickou diktaturou zdevastované arcidiecéze. Snažil se o obnovu církevního školství (založil mimo jiné Arcibiskupské gymnázium v Praze, CSZŠ Jana Pavla II. a VOŠP Svatojánská kolej, založil Křesťanskou pedagogicko-psychologickou poradnu a vrátil do Prahy Arcibiskupský kněžský seminář). Pro obnovení, organizaci a koordinaci charitativní činnosti založil v roce 1993 Arcidiecézní charitu, velmi vehementně usiloval i o obnovení řeholního života v diecézi, mimo jiné pozval do arcidiecéze trapistky, které se usídlily v Poličanech, kde zbudovaly klášter Naší Paní nad Vltavou. Jeho pobyt v úřadu byl dlouhodobě poznamenán sporem o katedrálu sv. Víta, který se (stejně jako otázku církevních restitucí), nepodařilo uzavřít. Na přelomu 20. a 21. století pak vygradoval jeho spor s Václavem Wolfem o směrování Katolické teologické fakulty.
Dne 13. února 2010 jmenoval papež Benedikt XVI. novým pražským arcibiskupem královéhradeckého biskupa Dominika Duku (* 1943), který se funkce ujal 10. dubna 2010. Papež František dne 13. května 2022 přijal rezignaci Dominika Duky na post pražského arcibiskupa a jmenoval jeho nástupcem dosavadního olomouckého arcibiskupa Jana Graubnera (* 1948).

### Developer
V roce 2013, kdy byl schválen restituční zákon se arcibiskupství pražské pustilo do podnikání, aby mělo i na dále pravidelné finanční příjmy i poté, co přestane v roce 2030 dostávat finanční příspěvek na činnost od státu. Arcibiskupství pražské je v současnosti (2025) šestým největším vlastníkem nemovitostí a zároveň pronajímatelem v České republice.
Arcibiskupství investovalo do hotelnictví a služeb. Např. v letech 2015–2018 za 250 milionů zrekonstruovalo luxusní hotel Clara Futura v Dolních Břežanech, jehož provoz se však ukázal ztrátovým. V roce 2023 se arcibiskupství rozhodlo hotel prodat za 308 milionů korun. Svou pozornost následně zaměřilo především k investicím do nájemního bydlení. Kromě lesního hospodářství a nájemního bydlení arcibiskupství pražské zvažuje také vstup do solárního byznysu. Dle vyjádření arcibiskupa Jana Graubnera se arcibiskupství bude snažit vytipovat pozemky nevhodné pro zemědělství, na které by bylo možné umístit solární panely.

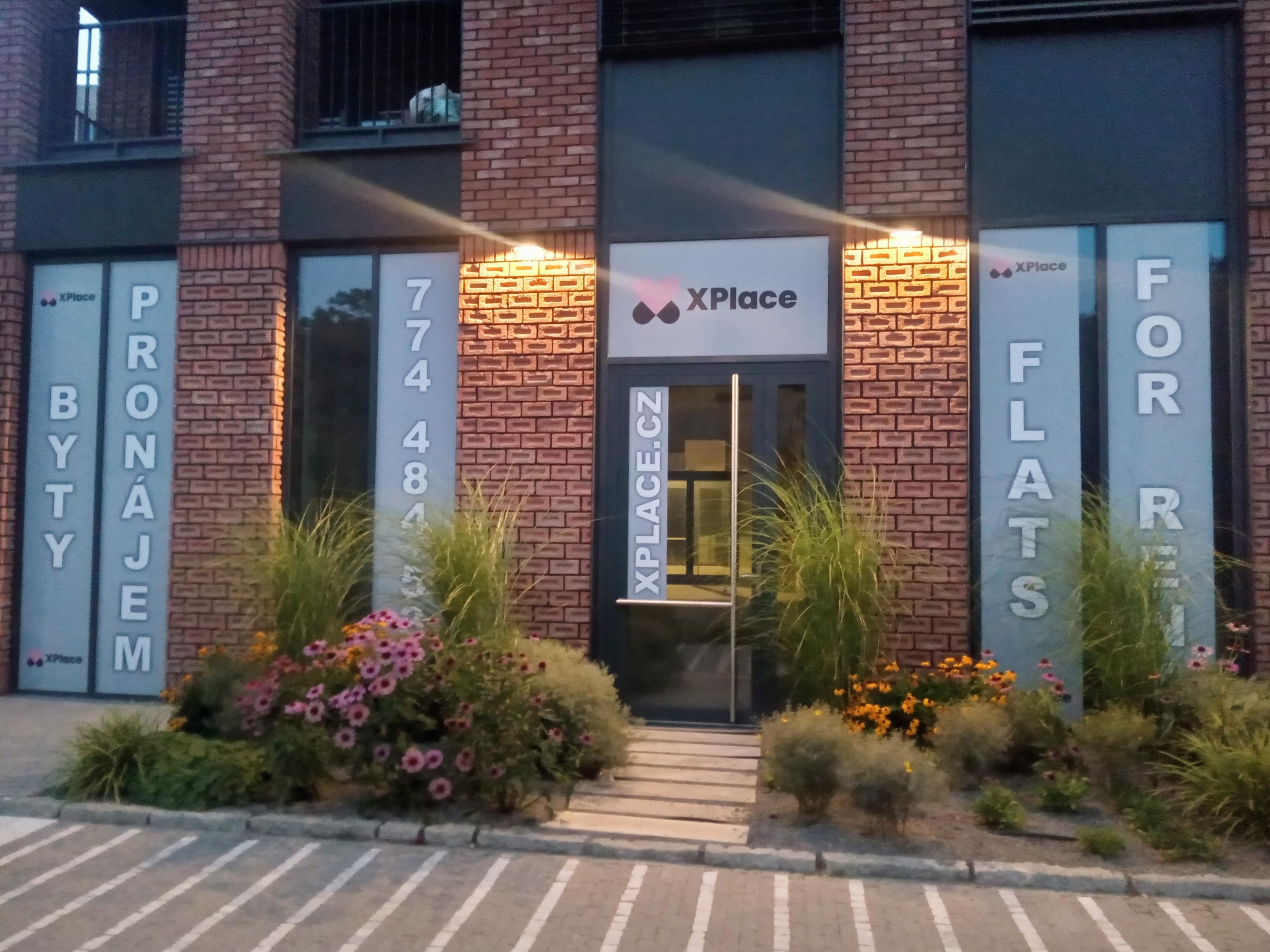
Kacelář arcibiskupské realitní společnosti XPlace v budově rezidenční čtvrti Lihovar

V roce 2021 arcibiskupství založilo realitní společnost XPlace, přes kterou chce do roku 2025 investovat do nájemního bydlení přes tři miliardy korun. Jde o zhruba 280 bytů a sedm rodinných domů v projektech v projektech Lihovar Smíchov, v Krči na Habrovce, ve Stodůlkách a v Milovicích na Nymbursku. Arcibiskupství připravuje také akvizici dalších 135 bytů jejichž hodnota je téměř miliarda korun. Investice do nájemního bydlení se arcibiskupství snaží zajistit vlastní financování, nejedná se o byty pro zaměstnance arcibiskupství nebo sociální bydlení. Na výstavbě bytů spolupracuje arcibiskupská firma XPlace s developery Finep, Trigema či VPP Group. Některé byty získalo arcibiskupství směnou za pozemky, které neumělo samo využít. Získalo tak například 100 bytů ve Zličíně a na Střížkově, které směnilo s největším českým rezidenčním developerem Central Group. Dalších 103 bytů provozuje arcibiskupství také v Jaselské ulici v Dejvicích, kde si v jednom z bytů zřídil kancelář bývalý prezident Miloš Zeman. V roce 2024 převzalo od developerské skupiny Trigema 114 bytů určených ke komerčnímu pronájmu v projektu Lihovar na pražském Smíchově. Zároveň zde otevřelo dvoutřídní mateřskou školu pro padesát dětí. Byty jsou dle vyjádření provozního ředitele XPlace Richarda Záruby zaměřené především na mladé lidi, kteří mají peníze na uhrazení tržního nájmu.
V roce 2021 spolek Kverulant informoval o vyvádění restituovaných církevních pozemků přes nadaci Dominika Duky. Zastavitelné pozemky jejichž cenu Kverulant odhadl na 250 milionů korun, Dukova nadace Arietinum převedla na developera Central Group. Na oplátku za ně měla dostat byty, jak Kverulant doložil zveřejněním směnné smlouvy. Arcibiskupství tato tvrzení označilo za lživá, tvrzení označilo za dílo bývalého zaměstnance, který byl propuštěn a od té doby poškozuje představitele arcibiskupství. Nadaci označilo za transparentní a neoddělitelnou od arcibiskupství. Dominik Duka se obrátil na soud s žádostí o předběžné opatření, ve kterém mu soud vyhověl. Kverulant měl tak podle něj svůj článek stáhnout. Následný odvolací soud však dal Kverulantovi za pravdu a konstatoval, že jde o věc veřejného zájmu, která může vyvolávat pochybnosti a otázky. Zpráva o převodu majetku vzbudila pohoršení také v církevních kruzích.
V roce 2022 se arcibiskupství dostalo do zisku 213 milionů korun a to především díky nadprůměrným cenám dřeva. XPlace zprostředkovávající nájemní bydlení tvořila zhruba 10% aktiv. Největší část, cca 40% tvořily výdělky z lesů, které zatím tvoří největší výnosy.
V roce 2022 se arcibiskupství pražské rozhodlo prodat Jindřišskou věž v Praze za 75 milionů korun. Souhlas s prodejem dal arcibiskupství Vatikán. O středověkou památku projevilo zájem hlavní město Praha, které mělo odkoupit věž za 100 milionů korun. Od koupi ale nakonec ustoupilo kvůli vysoké ceně a dlouhé smlouvě nájemce. Vedení hlavního města i dlouhodobý nájemce arcibiskupství za prodej věže kritizovali. Prodej věže pobouřil veřejnost i věřící. Farníci z kostela svatého Jindřicha a svaté Kunhuty, ke kterému původně věž patřila, sepsali proti prodeji věže petici.
Na začátku roku 2024 arcibiskup Jan Graubner vyzval kněží z farností v okolí Prahy, aby farní lesy převedli do majetku vlastnictví nadace Arietinum, založené Dominikem Dukou ke správě církevních majetků. Odůvodněním výzvy bylo sjednocení roztříštěných ploch do jednoho celku, aby mohly vynášet více peněz. Část farářů odmítla tuto výzvu vyslyšet, jiní poslechli, ale nechali si dát převedení majetků písemným příkazem. Důvodem odporu byly pochyby některých farářů, že je Nadace Arietinum pevně svázána s arcibiskupstvím a obavy, a že nemůže dojít k vyvádění majetku. V únoru 2024 se arcibiskupství dohodlo s Ministerstvem zemědělství na směně stovek hektarů lesních pozemků s Lesy ČR. O tuto směnu arcibiskupství dříve marně usilovalo. Proti byla vláda Andreje Babiše, která usilovala o revizi církevních restitucí. Dle odůvodnění Ministerstva zemědělství, je výměna lesů prospěšná pro obě strany.
Na začátku února 2024 arcibiskupství zakoupilo dva domy na klíč s 55 jednotkami od developera Penta Real Estate. Mělo by jít prémiové bydlení, které Penta staví v rámci projektu Waltrovka.
Dne 9. září 2024 detektivové z Národní centrály proti organizovanému zločinu (NCOZ) zasahovali v budově pražského arcibiskupství, ale i na jiných místech. Prověřovali podezření z podvodu, kdy arcibiskupství má být v pozici poškozeného. Výše škody byla předběžně odhadnuta na asi 200–250 milionů korun. Detektivové prověřovali transakce nemovitého majetku z roku 2021. Dle informací zpravodajského webu Seznam Zprávy se měli zajímat mimo jiné i o prodeje rozsáhlých pozemků na okraji Prahy. Zajímala je také role najatých manažerů, kteří se o majetek církve starají. Lidové Noviny v roce 2022 psaly o podezření, že církev prodělala desítky milionů tím, že parcely prodávala výrazně pod cenou. Za převody majetku byl zodpovědný tehdejší výkonný ředitel arcibiskupství Antonín Juriga, který skončil ve funkci v roce 2022, kdy na postu arcibiskupa vystřídal Dominika Duku Jan Graubner. Arcibiskupství již dříve popřelo, že by prodeje mohly být nevýhodné, neboť byly podpořené znaleckými posudky.

## Statistiky
Pražskou arcidiecézi v současnosti[kdy?] tvoří 140 farností sdružených do 14 vikariátů, přičemž duchovní sídlí ve 124 farnostech. V arcidiecézi se také nachází 32 míst s vlastním pastoračním působením (klášterní nebo poutní kostely). Roku 2011 k arcidiecézi přináleželo 142 kněží, z nichž přímo v arcidiecézi působilo 126, dále zde pomáhalo 52 kněží z jiných diecézí (zejména z Polska, Slovenska, Španělska a Itálie) a také 103 z celkem 153 řeholních kněží. Duchovní službu tedy roku 2011 vykonávalo celkem 281 kněží za pomoci 30 trvalých jáhnů, 49 odborných asistentů a 86 pastoračních asistentů.
Roku 2011 bylo v arcidiecézi pokřtěno 2 323 malých dětí, 86 dětí ve školním věku a 321 osob starších 14 let. Biřmováno bylo 375 osob, církevní sňatek uzavřelo 570 párů, bylo uděleno 4 874 svátostí nemocných a pohřbeno přes 2 000 osob.
Arcibiskupství bylo roku 2011 zřizovatelem celkem patnácti církevních škol (7 mateřských, 1 základní, 1 základní umělecké a 1 základní logopedické školy, 2 gymnázií a 3 středních škol) a dále dvou vyšších odborných škol a jedné křesťanské pedagogicko-psychologické poradny. Tyto instituce navštěvovalo celkem 2 397 dětí, žáků a studentů. Kromě toho na území arcidiecéze působilo dalších jedenáct církevních škol zřizovaných církevními řády a kongregacemi, které navštěvovalo celkem 1 610 dětí, žáků a studentů.
Charitativní činnost se v pražské arcidiecézi realizuje především skrze Arcidiecézní charitu Praha, jejímž posláním je pomoc lidem v nouzi na principech křesťanské lásky bez ohledu na jejich náboženskou, politickou nebo rasovou příslušnost.
Příjmy a výnosy arcidiecéze roku 2011 činily celkem 643 mil. Kč (z toho 187 mil. státní dotace, 140 mil. nájmy, 66 mil. dary a sbírky, 200 mil. prodej majetku), náklady a výdaje 612 mil. Kč (z toho 160 mil. platy duchovních, sociální a zdravotní pojištění, 146 mil. výdaje na dlouhodobý majetek, 99 mil. energie, služby a bohoslužebné výdaje, 121 mil. opravy a údržba, 35 mil. dary a příspěvky, 33 mil. daně).
V roce 2019 bylo v arcidiecézi 559 800 pokřtěných osob z celkového počtu 2 322 700 obyvatel, což představuje 24,1 %.
Na konci roku 2024 měla arcidiecéze 300 bytů určených k nájemnímu bydlení, nacházejících se převážně v Praze v hodnotě dvou miliard korun.
| rok  | populace  | populace  | populace | kněží  | kněží    | kněží   | kněží      | trvalí jáhnové | řeholníci | řeholníci | farnosti |
| rok  | pokřtění  | celkem    | %        | celkem | diecézní | řeholní | počet křtů | trvalí jáhnové | muži      | ženy      | farnosti |
| ---- | --------- | --------- | -------- | ------ | -------- | ------- | ---------- | -------------- | --------- | --------- | -------- |
| 1949 | 2.052.154 | 2.943.868 | 69,7     | 921    | 607      | 314     | 2.228      |                | 348       | 1.710     | 604      |
| 1970 | 1.600.000 | 2.620.000 | 61,1     | 59     |          | 59      | 27.118     |                | 59        | 486       | 835      |
| 1980 | 1.365.000 | 2.740.000 | 49,8     | 426    | 329      | 97      | 3.204      |                | 97        | 381       | 579      |
| 1990 | 1.190.000 | 2.810.000 | 42,3     | 327    | 261      | 66      | 3.639      |                | 66        | 169       | 579      |
| 1999 | 604.000   | 2.144.000 | 28,2     | 293    | 160      | 133     | 2.061      | 14             | 228       | 366       | 380      |
| 2000 | 600.000   | 2.140.000 | 28,0     | 345    | 193      | 152     | 1.739      | 17             | 238       | 311       | 379      |
| 2001 | 604.500   | 2.140.000 | 28,2     | 338    | 183      | 155     | 1.788      | 17             | 228       | 292       | 376      |
| 2002 | 604.500   | 2.144.000 | 28,2     | 339    | 191      | 148     | 1.783      | 18             | 224       | 328       | 378      |
| 2003 | 485.614   | 2.062.189 | 23,5     | 377    | 216      | 161     | 1.288      | 20             | 227       | 284       | 378      |
| 2004 | 488.000   | 2.069.585 | 23,6     | 376    | 201      | 175     | 1.297      | 21             | 245       | 328       | 378      |
| 2013 | 373.800   | 2.066.000 | 18,1     | 328    | 180      | 148     | 1.139      | 31             | 200       | 335       | 140      |
| 2016 | 558.800   | 2.319.000 | 24,1     | 334    | 180      | 154     | 1.673      | 37             | 220       | 320       | 145      |
| 2019 | 559.800   | 2.322.700 | 24,1     | 305    | 167      | 138     | 1.835      | 36             | 203       | 283       | 148      |